# Truong Chinh
Trường Chinh (født 9. februar 1907, død 30. september 1988) var en vietnamesisk kommunistisk politisk leder og teoretiker. Efter Lê Duẩns død i 1986 blev han Vietnams øverste leder.
Han sluttede sig til det vietnamesiske kommunistparti i 1930'erne.
I 1941 blev han den første sekretær i det kommunistiske parti og dermed partiets næsthøjeste leder efter Ho Chi Minh. I de følgende år kæmpede Vietnam en krig for uafhængighed mod de franske kolonister. Kommunisterne kom til magten i Nordvietnam i 1955, mens en ikke-kommunistisk regering beholdt magten i Sydvietnam. I 1950'erne blev han kritiseret for sin vilje til at være uenig med andre partiledere og for sin støtte fra Kina.